# Amorbia trisecta
Amorbia trisecta es una especie de polilla del género Amorbia, tribu Sparganothini, subfamilia Tortricinae.

## Distribución
Se distribuye por Perú.

## Taxonomía
Fue descrita por Razowski & Wojtusiak en 2010 y publicada en Acta Zool. Cracov. 53B: 113.